# 剛果刺鰍
剛果刺鰍為輻鰭魚綱合鰓目刺鰍亞目刺鰍科的其中一種，分布於非洲剛果民主共和國的Shiloango河流域，體長可達14.4公分，棲息在中底層水域，屬肉食性，可做為食用魚。